# Auckland Islands-Motu Maha Marine Reserve
Das Auckland Islands-Motu Maha Marine Reserve ist das zweitgrößte Meeresschutzgebiet Neuseelands. Es deckt das Fortpflanzungsgebiet der Südkaper (engl. Southern Right Whale), aus der Familie der Glattwale stammend, der neuseeländischen Seelöwen und der Gelbaugenpinguine (englisch: Yellow-eyed Penguin) ab. Es ist fast deckungsgleich mit dem Auckland Islands Marine Mammal Sanctuary (Schutzgebiet für Meeressäugetiere).

## Geographie
Das Auckland Islands-Motu Maha Marine Reserve liegt zwischen 50' 16" und 51' 19" südlicher Breite und zwischen 165' 32" und 166' 39" östlicher Länge im südlichen Pazifischen Ozean, rund 460 km südlich von der Südinsel Neuseelands entfernt. Mit einem Radius von 12 Seemeilen umschließt es die Aucklandinseln und deckt dabei eine Seefläche von rund 494.000 ha ab. Das geschützte Seegebiet weist dabei Tiefen von bis zu 3000 m auf, mehrheitlich aber zwischen 50 und 200 m.

## Geschichte
Die Inselgruppe der Aucklandinseln wurden 1806 von dem Walfänger Abraham Bristow entdeckt. Es folgten Robbenfänger, zwei Siedlungsversuche und die Southern Whale Fishery Company, die aber 1854 ihre Walfangstation auf den Inseln aufgab. Danach war die Inselgruppe wieder unbewohnt. Bis Anfang des 20. Jahrhunderts bekamen die Aucklandinseln durch spektakuläre Schiffshavarien an ihren Küsten Aufmerksamkeit, s. Schiffsunglücke.
Am 22. März 1993 wurde das Seegebiet um die Aucklandinseln zum Auckland Islands Marine Mammal Sanctuary erklärt. Zehn Jahre später, am 15. Dezember 2003, folgte mit der Verordnung Marine Reserve (Auckland Islands-Motu Maha) Order 2003, ein fast deckungsgleiches Gebiet um die Inseln zum Meeresschutzgebiet zu erklären. Beide Schutzgebiete fielen in die Zuständigkeit des Department of Conservation.

## Heute
Der Zugang zu dem Meeresschutzgebiet und zu den Inseln ist heute stark reglementiert und lediglich Wissenschaftlern und unter Auflagen Kreuzfahrtschiffen erlaubt. Genehmigungen erteilt ausschließlich das Department of Conservation.

## Tierwelt
Die Aucklandinseln beherbergen eine Fülle an unterschiedlichsten Seevögeln, sind Brutstätte der neuseeländischen Seelöwen, von denen noch ein Bestand von 11.600 bis 15.200 vermutet wird, und geben fast einem Drittel des weltweiten Yellow-eyed Penguin-Bestandes eine Heimat. Die Southern Right Whales, im letzten Jahrhundert durch bedingungslose Jahr fast ausgestorben, haben durch die Einrichtung der Schutzzonen ihren Bestand auf etwa 90 Exemplare wieder erhöhen können. Sie bringen über die Wintermonate ihre Nachkommen in den flachen Gewässern von Port Ross, einem größeren Fjord im Norden der Auckland Island, zur Welt. Ein Reichtum an Arrow Squid (Tintenfisch), Blue Moki, aus der Gattung der Trompetenbarsche stammend, dichtem unterseeischen Tangwald und eine Fülle an Krebstieren, geben den unter Schutz gestellten Tieren ideale Lebensbedingungen ihre Art und ihren Bestand zu erhalten.